# Florence Ehnuel
Florence Ehnuel (née en 1966) est une écrivaine française.

## Biographie
Née le 9 janvier 1966 à Thonon-les-Bains, en Haute-Savoie, fille de professeurs de lettres, Emmanuelle Mary est ancienne élève de l'École normale supérieure (ENS ; promotion L1986) et agrégée de philosophie (major du concours 1989). Elle enseigne la philosophie dans un lycée de la banlieue de Bordeaux.
Ayant opté pour le pseudonyme de « Florence Ehnuel »,, elle écrit sous ce nom plusieurs ouvrages.

### Vie privée
Mariée 22 ans à Jean-François Baillon, professeur agrégé d'anglais, rencontré à l'ENS, elle a eu avec lui quatre enfants (trois filles et un garçon) ; ils ont divorcé en 2009.

## Ouvrages
- L'Amour conjugué : essai sur le conjugal et l'adultère, Paris, La Martinière, 2004, 152 p. (ISBN 2-84675-133-1, BNF 40113150).
- En amour sommes-nous des femmes ?, Paris, Le Pommier, coll. « Les Petites Pommes du savoir » (no 96), 2007, 55 p. (ISBN 978-2-7465-0331-1, BNF 41109136).
- Le Beau Sexe des hommes, Paris, Le Seuil, 2008, 125 p. (ISBN 978-2-02-097163-8, BNF 41272915)[9].
- Saisons russes : roman, Paris, Stock, 2009, 151 p. (ISBN 978-2-234-06312-9, BNF 41496811).
- « Philosophe de ma vie », dans Christiane Frémont et François L'Yvonnet (dir.), Michel Serres, Paris, L'Herne, coll. « Cahiers de l'Herne » (no 94), 2010 (ISBN 978-2-85197-155-5, BNF 42285214), p. 292-296.
- Le Bavardage, parlons-en enfin : pour une classe à l'écoute, Paris, Fayard, 2011, 163 p. (ISBN 978-2-213-66836-9, BNF 42579162)[10],[11],[12],[13],[14]
- La reformulation empathique : comment vous comprendre les uns les autres et vous le montrer, Paris, éditions Anne Carrière, 2019, 190 p. (ISBN 978-2-84337-946-8)

## Prix
En 2005, elle reçoit le Grand prix Moron de l'Académie française pour L'Amour conjugué.